# Buzignargues
Buzignargues [by.zi.ɲaʁ.ɣə] (en occitan Businhargues [by.zi.'ɲar.ɣes]) est une commune française située dans le nord-est du département de l'Hérault, en région Occitanie.
Exposée à un climat méditerranéen, elle est drainée par la Bénovie, le Brau et par un autre cours d'eau. La commune possède un patrimoine naturel remarquable : un site Natura 2000 (les « hautes garrigues du Montpelliérais ») et une zone naturelle d'intérêt écologique, faunistique et floristique.
Buzignargues est une commune rurale qui compte 373 habitants en 2022, après avoir connu une forte hausse de la population depuis 1968. Elle fait partie de l'aire d'attraction de Montpellier. Ses habitants sont appelés les Buzignarguois et Buzignarguoises.

## Géographie

### Localisation

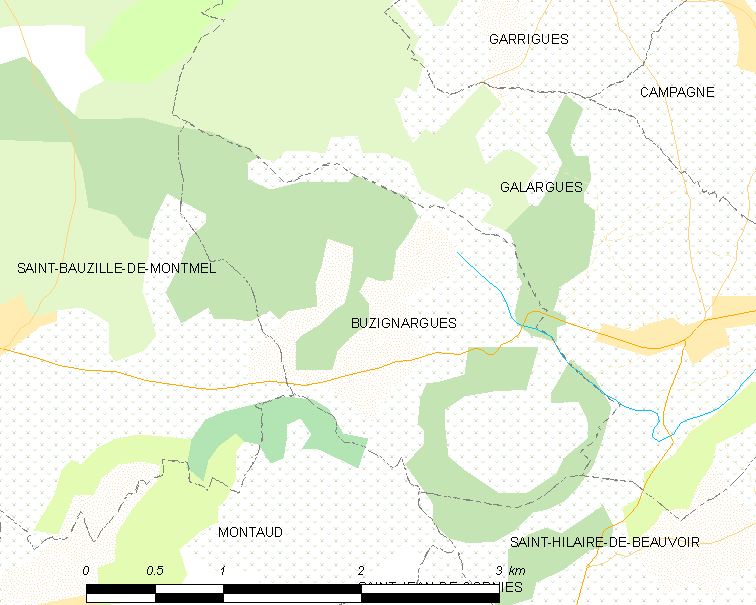
Carte.

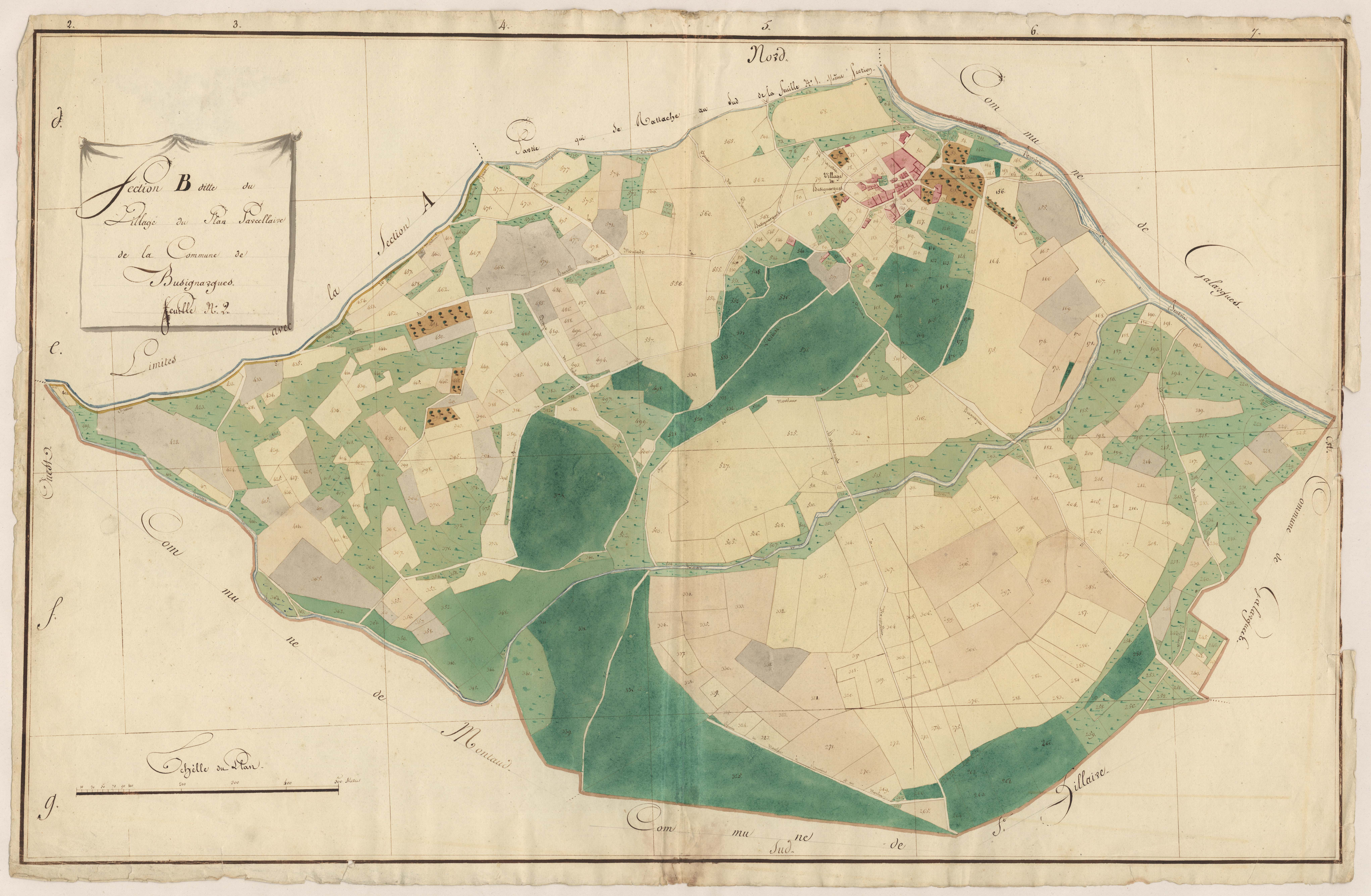
Plan cadastral de la section du Village, 1810.

Le village est situé sur les berges de la rivière la Bénovie. Les communes voisines sont Galargues, Saint-Bauzille-de-Montmel et Saint-Hilaire-de-Beauvoir. La plus grande ville à proximité de Buzignargues est la ville de Lunel, située à 15 kilomètres au sud-est.

### Communes limitrophes
|                           | Galargues    |                           |
| Saint-Bauzille-de-Montmel | Buzignargues |                           |
| Montaud                   |              | Saint-Hilaire-de-Beauvoir |

### Climat
Pour des articles plus généraux, voir Climat de l'Occitanie et Climat de l'Hérault.
En 2010, le climat de la commune est de type climat méditerranéen franc, selon une étude s'appuyant sur une série de données couvrant la période 1971-2000. En 2020, Météo-France publie une typologie des climats de la France métropolitaine dans laquelle la commune est exposée à un climat méditerranéen et est dans la région climatique  Provence, Languedoc-Roussillon, caractérisée par une pluviométrie faible en été, un très bon ensoleillement (2 600 h/an), un été chaud (21,5 °C), un air très sec en été, sec en toutes saisons, des vents forts (fréquence de 40 à 50 % de vents > 5 m/s) et peu de brouillards.
Pour la période 1971-2000, la température annuelle moyenne est de 14,2 °C, avec une amplitude thermique annuelle de 17,1 °C. Le cumul annuel moyen de précipitations est de 789 mm, avec 6,3 jours de précipitations en janvier et 3 jours en juillet. Pour la période 1991-2020, la température moyenne annuelle observée sur la station météorologique la plus proche, située sur la commune de Villevieille à 7,63 km à vol d'oiseau, est de 14,8 °C et le cumul annuel moyen de précipitations est de 761,1 mm,. Pour l'avenir, les paramètres climatiques de la commune estimés pour 2050 selon différents scénarios d'émission de gaz à effet de serre sont consultables sur un site dédié publié par Météo-France en novembre 2022.

### Milieux naturels et biodiversité

#### Réseau Natura 2000

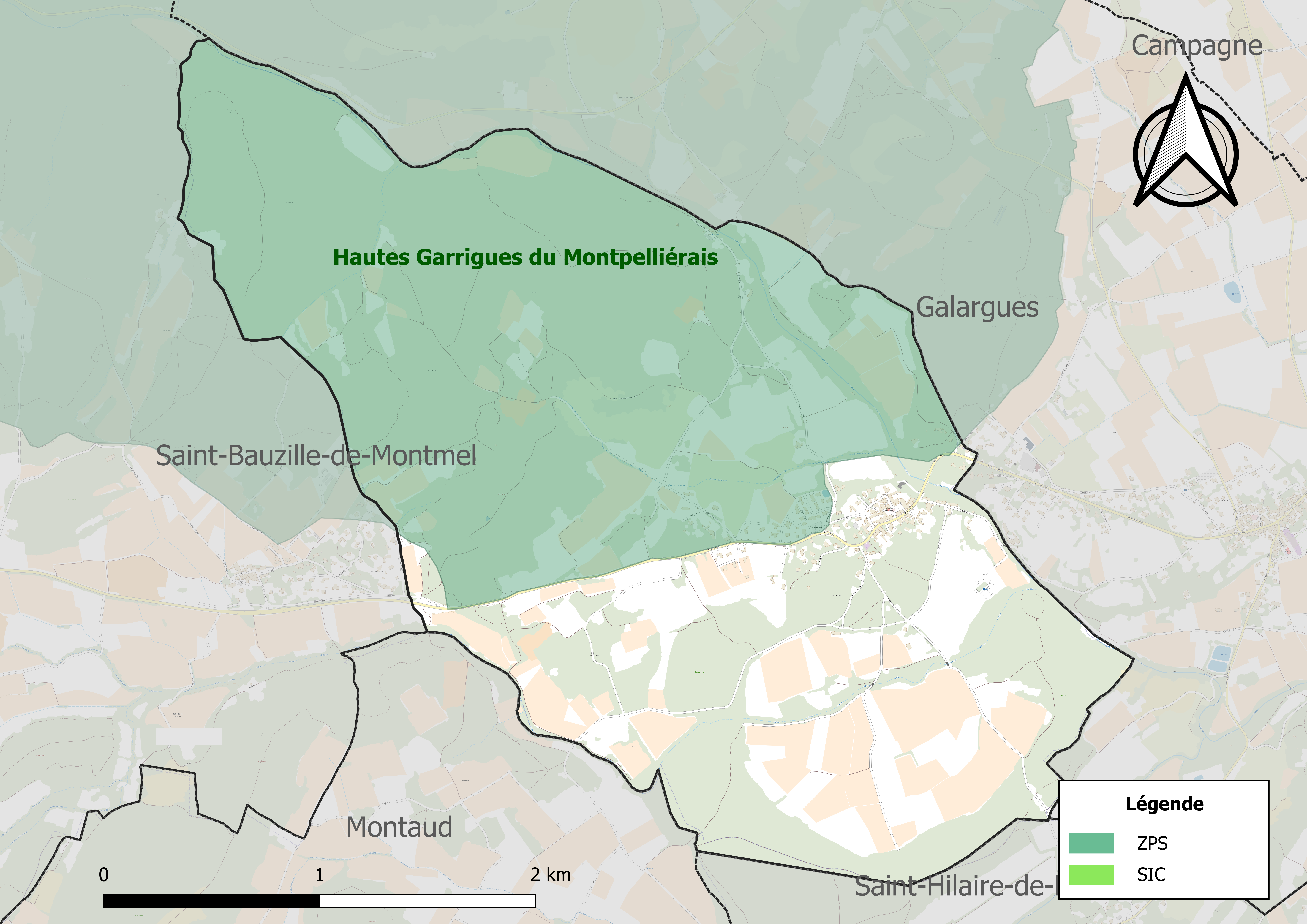
Sites Natura 2000 sur le territoire communal.

Le réseau Natura 2000 est un réseau écologique européen de sites naturels d'intérêt écologique élaboré à partir des directives habitats et oiseaux, constitué de zones spéciales de conservation (ZSC) et de zones de protection spéciale (ZPS).
Un site Natura 2000 a été défini sur la commune au titre  de la directive oiseaux : Hautes Garrigues du Montpelliérais, d'une superficie de 45 444 ha, abritant trois couples d'Aigles de Bonelli, soit 30 % des effectifs régionaux.

#### Zones naturelles d'intérêt écologique, faunistique et floristique

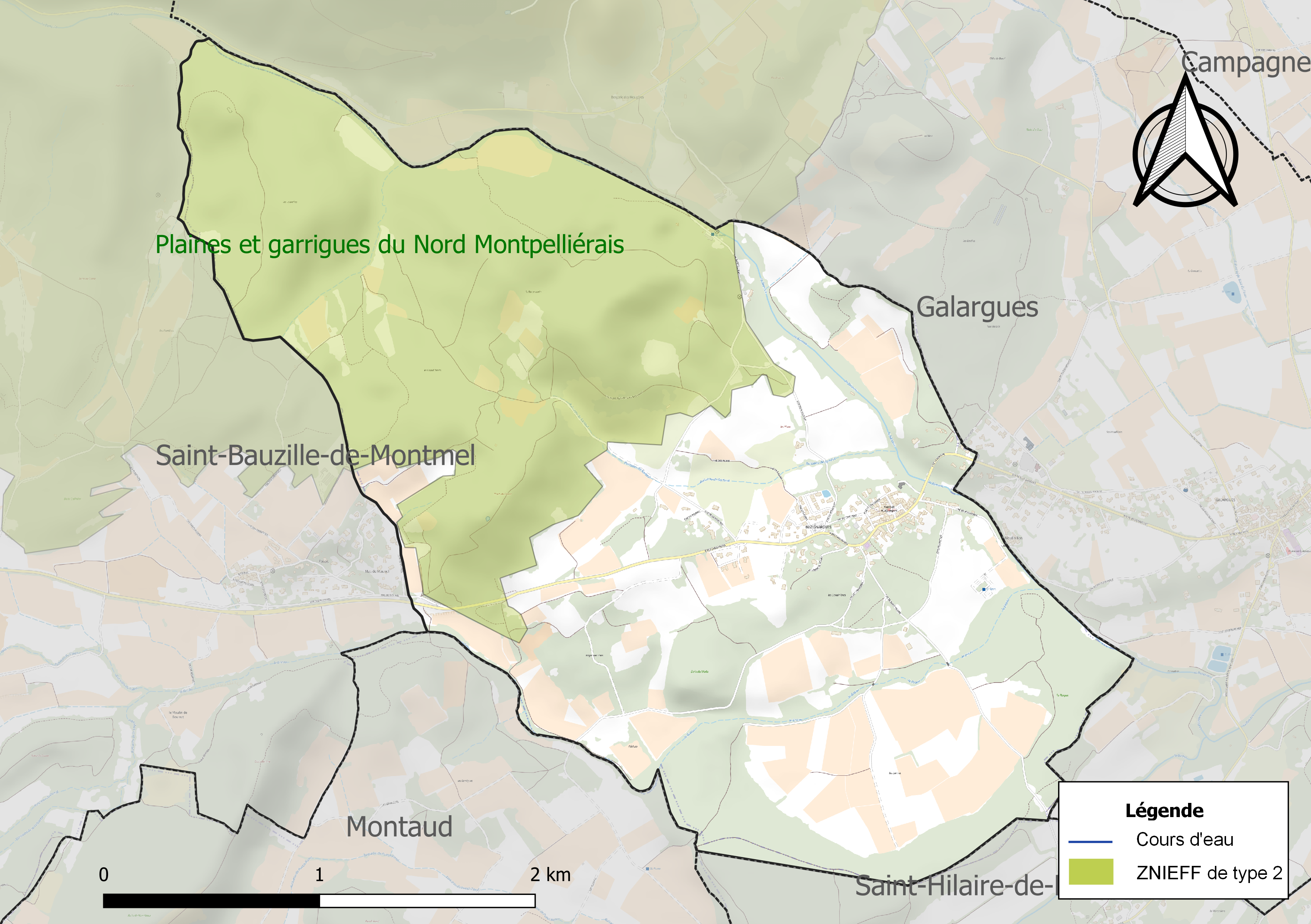
Carte de la ZNIEFF de type 2 localisée sur la commune.

L’inventaire des zones naturelles d'intérêt écologique, faunistique et floristique (ZNIEFF) a pour objectif de réaliser une couverture des zones les plus intéressantes sur le plan écologique, essentiellement dans la perspective d’améliorer la connaissance du patrimoine naturel national et de fournir aux différents décideurs un outil d’aide à la prise en compte de l’environnement dans l’aménagement du territoire.
Une ZNIEFF de type 2 est recensée sur la commune :
les « plaines et garrigues du Nord Montpelliérais » (13 097 ha), couvrant 25 communes dont six dans le Gard et 19 dans l'Hérault.

## Urbanisme

### Typologie
Au 1er janvier 2024, Buzignargues est catégorisée commune rurale à habitat dispersé, selon la nouvelle grille communale de densité à sept niveaux définie par l'Insee en 2022.
Elle est située hors unité urbaine. Par ailleurs la commune fait partie de l'aire d'attraction de Montpellier, dont elle est une commune de la couronne,. Cette aire, qui regroupe 161 communes, est catégorisée dans les aires de 700 000 habitants ou plus (hors Paris),.

### Occupation des sols
L'occupation des sols de la commune, telle qu'elle ressort de la base de données européenne d’occupation biophysique des sols Corine Land Cover (CLC), est marquée par l'importance des territoires agricoles (51,1 % en 2018), en diminution par rapport à 1990 (56 %). La répartition détaillée en 2018 est la suivante : 
forêts (44,2 %), cultures permanentes (34,2 %), zones agricoles hétérogènes (16,9 %), zones urbanisées (4,1 %), milieux à végétation arbustive et/ou herbacée (0,5 %). L'évolution de l’occupation des sols de la commune et de ses infrastructures peut être observée sur les différentes représentations cartographiques du territoire : la carte de Cassini (XVIIIe siècle), la carte d'état-major (1820-1866) et les cartes ou photos aériennes de l'IGN pour la période actuelle (1950 à aujourd'hui).

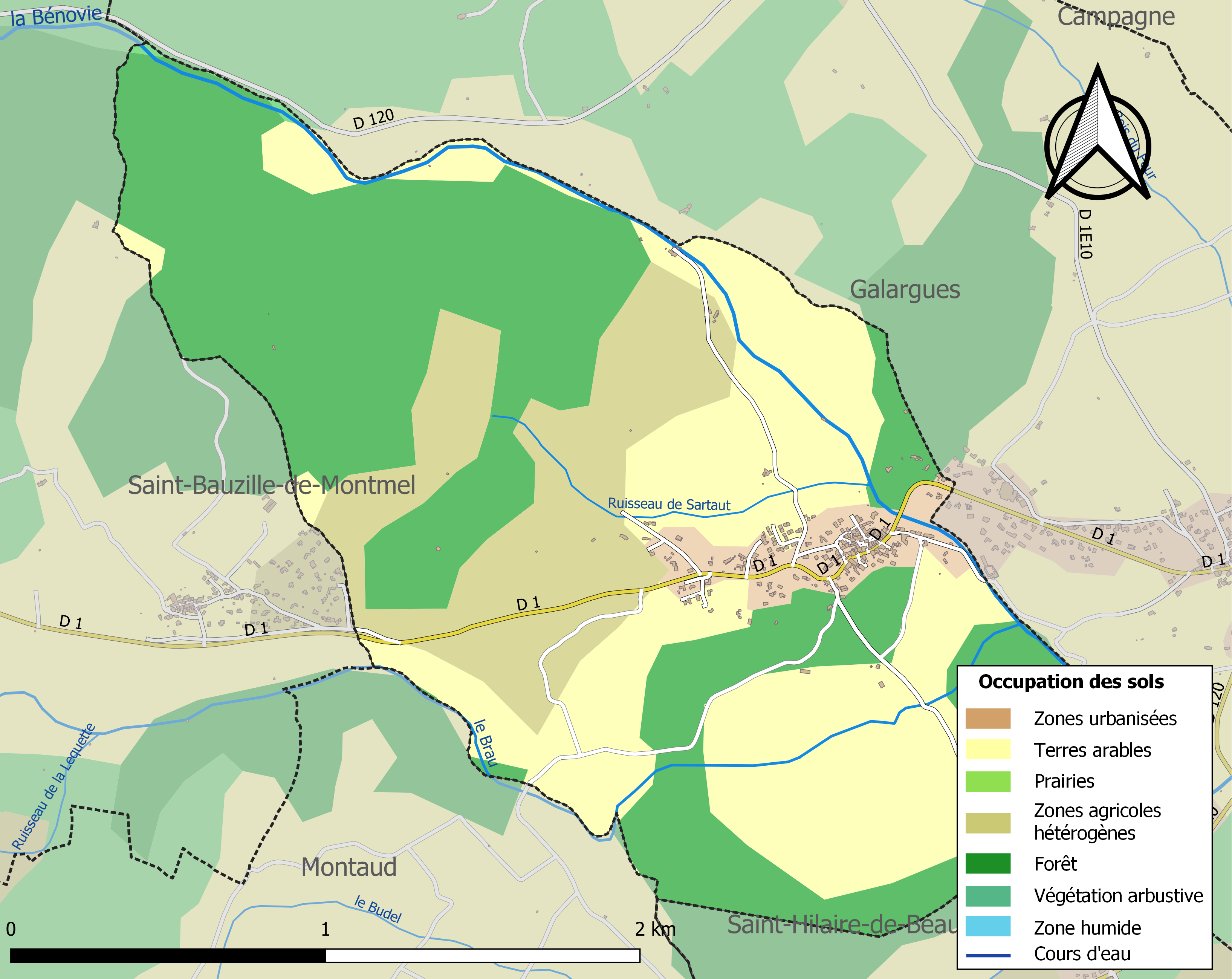
Carte des infrastructures et de l'occupation des sols de la commune en 2018 (CLC).

### Risques majeurs
Le territoire de la commune de Buzignargues est vulnérable à différents aléas naturels : météorologiques (tempête, orage, neige, grand froid, canicule ou sécheresse), inondations, feux de forêts et séisme (sismicité faible). Il est également exposé à un risque particulier : le risque de radon. Un site publié par le BRGM permet d'évaluer simplement et rapidement les risques d'un bien localisé soit par son adresse soit par le numéro de sa parcelle.

#### Risques naturels
Certaines parties du territoire communal sont susceptibles d’être affectées par le risque d’inondation par débordement de cours d'eau, notamment la Bénovie. La commune a été reconnue en état de catastrophe naturelle au titre des dommages causés par les inondations et coulées de boue survenues en 1982, 1992, 2002, 2003, 2006 et 2014,.
Buzignargues est exposée au risque de feu de forêt. Un plan départemental de protection des forêts contre les incendies (PDPFCI) a été approuvé en juin 2013 et court jusqu'en 2022, où il doit être renouvelé. Les mesures individuelles de prévention contre les incendies sont précisées par deux arrêtés préfectoraux et s’appliquent dans les zones exposées aux incendies de forêt et à moins de 200 mètres de celles-ci. L’arrêté du 25 avril 2002 réglemente l'emploi du feu en interdisant notamment d’apporter du feu, de fumer et de jeter des mégots de cigarette dans les espaces sensibles et sur les voies qui les traversent sous peine de sanctions. L'arrêté du 11 mars 2013 rend le débroussaillement obligatoire, incombant au propriétaire ou ayant droit,.

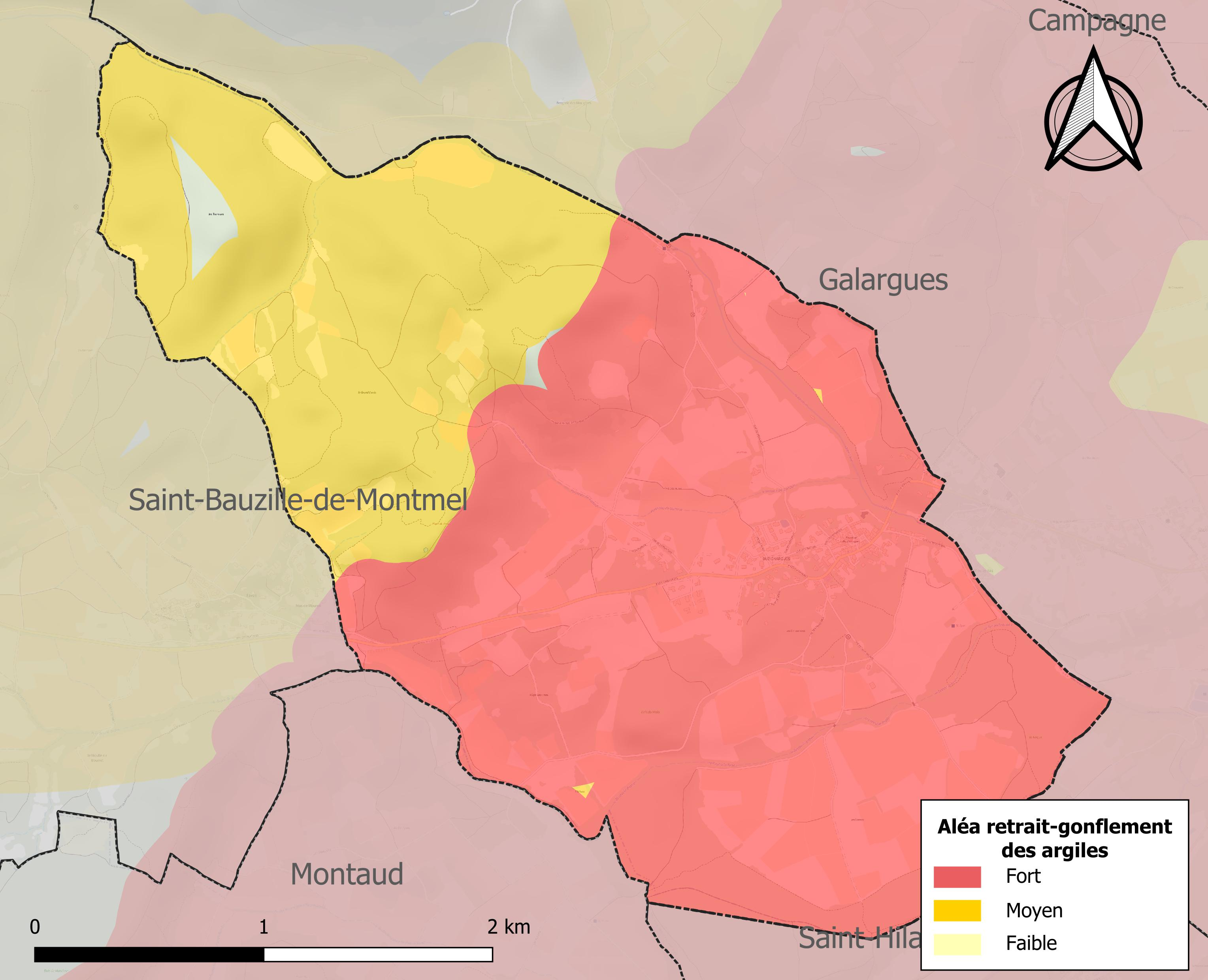
Carte des zones d'aléa retrait-gonflement des sols argileux de Buzignargues.

Le retrait-gonflement des sols argileux est susceptible d'engendrer des dommages importants aux bâtiments en cas d’alternance de périodes de sécheresse et de pluie. 99 % de la superficie communale est en aléa moyen ou fort (59,3 % au niveau départemental et 48,5 % au niveau national). Sur les 142 bâtiments dénombrés sur la commune en 2019, 142 sont en aléa moyen ou fort, soit 100 %, à comparer aux 85 % au niveau départemental et 54 % au niveau national. Une cartographie de l'exposition du territoire national au retrait gonflement des sols argileux est disponible sur le site du BRGM,.
Par ailleurs, afin de mieux appréhender le risque d’affaissement de terrain, l'inventaire national des cavités souterraines permet de localiser celles situées sur la commune.

#### Risque particulier
Dans plusieurs parties du territoire national, le radon, accumulé dans certains logements ou autres locaux, peut constituer une source significative d’exposition de la population aux rayonnements ionisants. Certaines communes du département sont concernées par le risque radon à un niveau plus ou moins élevé. Selon la classification de 2018, la commune de Buzignargues est classée en zone 2, à savoir zone à potentiel radon faible mais sur lesquelles des facteurs géologiques particuliers peuvent faciliter le transfert du radon vers les bâtiments.

## Histoire
Les Romains, qui occupaient de très nombreux villages de la région, sont à l'origine des noms finissant en « argues » ('champ' se dit 'ager' en latin).
Buzignargues a donc été le domaine agricole du légionnaire « Buzus » (Caissargues était le champ de Cassius, Ballius possédait un domaine agricole « Baillargues », Vendargues, du vénérable Venerianicus etc.).
Le pont sur la Bénovie date du XIXe siècle.

## Politique et administration
| Période   | Période   | Identité                    | Étiquette | Qualité       |
| --------- | --------- | --------------------------- | --------- | ------------- |
| 1947      | 1949      | Louis Beauquier             |           |               |
| 1949      | 1959      | François Gras               |           |               |
| 1959      | 1977      | Joseph Aubary               |           |               |
| 1977      | 1983      | Amédée De Serres de Mesplès |           |               |
| 1983      | mars 2001 | Michel Rouvière             |           |               |
| mars 2001 | En cours  | Agnès Rouvière-Esposito     | DVG       | Fonctionnaire |

Depuis le 1er janvier 2013, la commune est membre de la communauté de communes du Grand Pic Saint-Loup. Jusqu'alors, elle faisait partie de la communauté de communes Ceps et Sylves.

## Démographie
L'évolution du nombre d'habitants est connue à travers les recensements de la population effectués dans la commune depuis 1793. Pour les communes de moins de 10 000 habitants, une enquête de recensement portant sur toute la population est réalisée tous les cinq ans, les populations de référence des années intermédiaires étant quant à elles estimées par interpolation ou extrapolation. Pour la commune, le premier recensement exhaustif entrant dans le cadre du nouveau dispositif a été réalisé en 2008.

En 2022, la commune comptait 373 habitants, en évolution de +15,48 % par rapport à 2016 (Hérault : +7,49 %, France hors Mayotte : +2,11 %).
| 1793 | 1800 | 1806 | 1821 | 1831 | 1836 | 1841 | 1846 | 1851 |
| ---- | ---- | ---- | ---- | ---- | ---- | ---- | ---- | ---- |
| 128  | 107  | 132  | 151  | 161  | 162  | 180  | 175  | 171  |

| 1856 | 1861 | 1866 | 1872 | 1876 | 1881 | 1886 | 1891 | 1896 |
| ---- | ---- | ---- | ---- | ---- | ---- | ---- | ---- | ---- |
| 167  | 186  | 180  | 188  | 192  | 160  | 164  | 158  | 183  |

| 1901 | 1906 | 1911 | 1921 | 1926 | 1931 | 1936 | 1946 | 1954 |
| ---- | ---- | ---- | ---- | ---- | ---- | ---- | ---- | ---- |
| 150  | 173  | 150  | 170  | 145  | 142  | 124  | 130  | 119  |

| 1962 | 1968 | 1975 | 1982 | 1990 | 1999 | 2006 | 2008 | 2013 |
| ---- | ---- | ---- | ---- | ---- | ---- | ---- | ---- | ---- |
| 133  | 117  | 124  | 151  | 160  | 199  | 243  | 255  | 276  |

| 2018 | 2022 | - | - | - | - | - | - | - |
| ---- | ---- | - | - | - | - | - | - | - |
| 350  | 373  | - | - | - | - | - | - | - |

## Économie

### Revenus
En 2018, la commune compte 139 ménages fiscaux, regroupant 342 personnes. La médiane du revenu disponible par unité de consommation est de 23 000 € (20 330 € dans le département).

### Emploi
|                | 2008   | 2013   | 2018  |
| -------------- | ------ | ------ | ----- |
| Commune        | 4,2 %  | 8,9 %  | 5,6 % |
| Département    | 10,1 % | 11,9 % | 12 %  |
| France entière | 8,3 %  | 10 %   | 10 %  |

En 2018, la population âgée de 15 à 64 ans s'élève à 234 personnes, parmi lesquelles on compte 82,1 % d'actifs (76,5 % ayant un emploi et 5,6 % de chômeurs) et 17,9 % d'inactifs,. Depuis 2008, le taux de chômage communal (au sens du recensement) des 15-64 ans est inférieur à celui de la France et du département.
La commune fait partie de la couronne de l'aire d'attraction de Montpellier, du fait qu'au moins 15 % des actifs travaillent dans le pôle,. Elle compte 21 emplois en 2018, contre 23 en 2013 et 30 en 2008. Le nombre d'actifs ayant un emploi résidant dans la commune est de 179, soit un indicateur de concentration d'emploi de 11,7 % et un taux d'activité parmi les 15 ans ou plus de 67,4 %.
Sur ces 179 actifs de 15 ans ou plus ayant un emploi, 13 travaillent dans la commune, soit 7 % des habitants. Pour se rendre au travail, 92,7 % des habitants utilisent un véhicule personnel ou de fonction à quatre roues, 1,7 % les transports en commun, 1,7 % s'y rendent en deux-roues, à vélo ou à pied et 3,9 % n'ont pas besoin de transport (travail au domicile).

### Activités hors agriculture
25 établissements sont implantés  à Buzignargues au 31 décembre 2019.
Le secteur de l'administration publique, l'enseignement, la santé humaine et l'action sociale est prépondérant sur la commune puisqu'il représente 32 % du nombre total d'établissements de la commune (8 sur les 25 entreprises implantées  à Buzignargues), contre 14,2 % au niveau départemental.

### Agriculture
|               | 1988 | 2000 | 2010 | 2020 |
| ------------- | ---- | ---- | ---- | ---- |
| Exploitations | 12   | 13   | 12   | 9    |
| SAU (ha)      | 114  | 152  | nd   | 123  |

La commune est dans le « Soubergues », une petite région agricole occupant le nord-est du département de l'Hérault. En 2020, l'orientation technico-économique de l'agriculture  sur la commune est la viticulture. Neuf exploitations agricoles ayant leur siège dans la commune sont dénombrées lors du recensement agricole de 2020 (12 en 1988). La superficie agricole utilisée est de 123 ha,,.

## Culture locale et patrimoine

### Lieux et monuments

#### Église Saint-Nazaire-et-Saint-Celse de Buzignargues

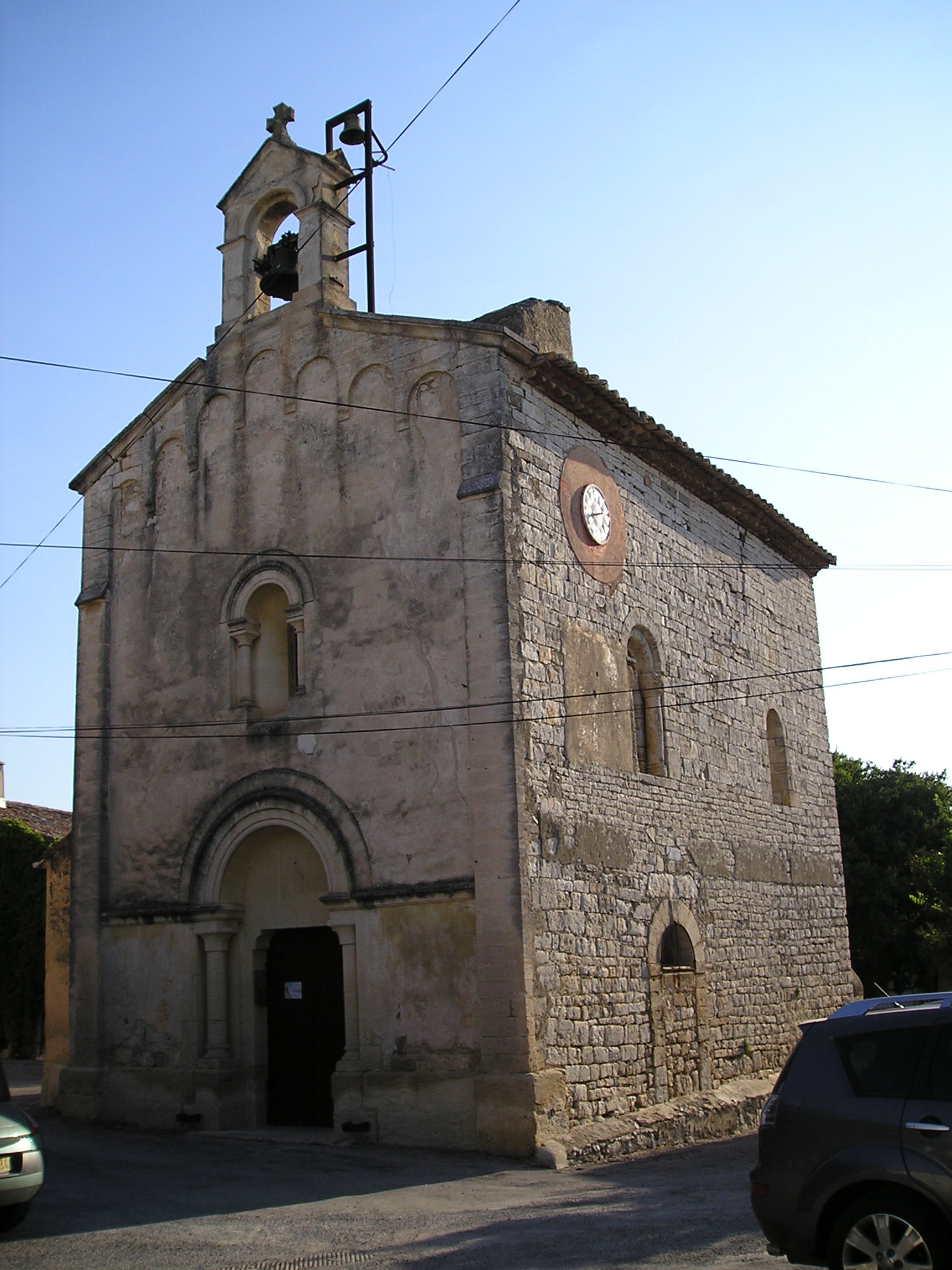
L'église de Buzignargues.

À l'origine, l'église Saint-Nazaire-et-Saint-Celse de Buzignargues, qui dépendait de l'évêché de Maguelone, avait choisi Étienne comme saint patron (tout comme les églises proches de Montferrier-sur-Lez, Castries et Villeneuve-lès-Maguelone).
Cette église du XIe siècle, se distingue par sa nef à deux travées voûtée en berceau brisé. Le chœur voûté avec piscine est du XVe siècle, les fonts baptismaux de 1717, la cloche date de 1607 (source paroisse Saint-Joseph de Castries - diocèse de Montpellier).
L' histoire du pont à trois arches de Buzignargues commence en 1858. À la veille de la foire de St-Michel à Sommières, une crue énorme  de la Bénovie emporta le gué du Moulin-bas rendant la situation insupportable aux habitants des communes du Pic Saint-Loup et jusqu’à Pégairolles-de-Buèges. Ces communes décidèrent alors une souscription volontaire en journées de travail afin de construire un pont. Ce dernier fut mis en service en 1867 et reste à ce jour l’élément majeur permettant de relier cette zone à Nîmes via Sommières.
L'édifice a été inscrit au titre des monuments historiques en 1981.

### Héraldique
| Blason de Buzignargues | Blason  | D'azur à Saint Nazaire, martyr, d'or tenant en sa dextre une palme du même. |
| Blason de Buzignargues | Détails | Le statut officiel du blason reste à déterminer.                            |